# Edwin Uehara
Edwin Uehara (jap. 上原 エドウィン Uehara Edwin; ur. 21 lipca 1969 w Limie) – japoński piłkarz występujący na pozycji pomocnika.

## Kariera klubowa
Od 1987 do 1996 roku występował w klubach Deportivo AELU, Sporting Cristal, Urawa Reds i Tosu Futures.